# 850
| [ Edytuj tabelę ]          |                                                       |
| Król Anglii                | - 839 Ethelwulf 858                                   |
| Hrabia Aragonii            | - 844 Galindo I Aznárez 867                           |
| Król Asturii               | - 842 Ramiro I 850 - 850 Ordoño I 866                 |
| Hrabia Barcelony           | - 848 Wilhelm 850 - 850 Aleran 852 - 850 Isembart 852 |
| Cesarz Bizancjum           | - 842 Michał III Metystes 867                         |
| Chan Bułgarii              | - 836 Presjan 852                                     |
| Cesarz Chin                | - 846 Tang Xuanzong 859                               |
| Książę Czech               | - 850 Gościwit 870                                    |
| Król Franków wschodnich    | - 840 Lotar I 855                                     |
| Król Franków zachodnich    | - 843 Karol II Łysy 877                               |
| Cesarz Japonii             | - 833 Ninmyō 850 - 850 Montoku 858                    |
| Kalif                      | - 847 Al-Mutawakkil 861                               |
| Król Khmerów               | - 802 Dżajawarman II 850 - 850 Dżajawarman III 877    |
| Patriarcha Konstantynopola | - 847 Ignacy I 858                                    |
| Król Mercji                | - 840 Berhtwulf 852                                   |
| Król Nawarry               | - 824 Inigo Arista 851                                |
| Król Nortumbrii            | - 848 Osbert 863                                      |
| Papież                     | - 847 Leon IV 855                                     |
| Cesarz rzymski             | - 817 Lotar I 855 - 850 Ludwik II 875                 |
| Książę Saksonii            | - 844 Ludolf 866                                      |
| Król Szkocji               | - 843 Kenneth I 858                                   |
| Doża Wenecji               | - 837 Pietro Tradonico 864                            |
| Książę wielkomorawski      | - 846 Rościsław 870                                   |

Rok 850 / DCCCL
stulecia: VIII wiek ~
IX wiek ~
X wiek

lata: 840 «
845 «
846 «
847 «
848 «
849 «
850
» 851
» 852
» 853
» 854
» 855
» 860

## Wydarzenia
- 2 lutego – Ordoño I został koronowany na króla Asturii.

- Tabit Ibn Qurra wynalazł wzór generujący niektóre liczby zaprzyjaźnione.
- Początek panowania cesarza Japonii Montoku.
- Normanowie zdobyli Londyn i Canterbury.

## Zmarli
- Huangbo Xiyun – chiński mistrz chan ze szkołu hongzhou (ur. ?)